# ارين أليوت هنري
ارين أليوت هنري (بالإنجليزية: Warren Elliot Henry)‏ هو فيزيائي أمريكي، ولد في 18 فبراير 1909 في إيفرغرين في الولايات المتحدة، وتوفي في 31 أكتوبر 2001.